# Giovanni Manzolini
Giovanni Manzolini, né en 1700 à Bologne et mort le 7 avril 1755 dans la même ville, est un peintre et sculpteur néoclassique italien du XVIIIe siècle et anatomiste spécialisé dans les modèles céroplastiques anatomiques à l'Université de Bologne. Son épouse Anna Morandi est aussi une artiste céroplasticienne anatomique renommée.

## Vie privée
Né en 1700, Giovanni Manzolini est fils de cordonnier. Enfant, il aide son père  dans son métier. Il se marie en 1736 avec Anna Morandi, qu'il a connue de son enfance, qui avait aussi eu la formation d'artiste. Le couple a six enfants avant 1755. Quatre d'entre eux meurent en bas âge. Giovanni Manzolini meurt en 1755, de la tuberculose. 

## Carrière
Voulant devenir un peintre figuratif, Giovanni Manzolini s'inscrit à l'âge de 40 ans au studio d'Ercole Lelli pour apprendre l'art de la sculpture anatomique. En 1743, il devient l'assistant de Lelli et sous ce dernier, il devient chef assistant par la commission pontificale pour la création de modèles en cire pour le musée de cire de l'Académie des sciences de l'institut de Bologne. Il occupe cette fonction pendant trois ans. N'ayant pas de reconnaissance pour sa connaissance de l'anatomie et son travail de plasticien, il démissionne fin 1746. Il ouvre son propre studio de modelage de cire et sa propre école d'anatomie. Sa femme, Anna Morandi Manzolini apprend la dissection de cadavres, l'anatomie et l'art du modelage de cire. C'est elle qui effectue les conférences et les démonstrations. Le couple est reconnu et renommé à travers l'Europe par divers anatomistes et artistes. Giovanni Manzolini devient professeur d'anatomie à l'Université de Bologne. En 1755, à la mort de Giovanni Manzolini, Anna Morandi Manzolini reprend les biens de son mari. Elle devient conférencière à l'Université. Elle est promue professeure d'anatomie en 1756.

## Travaux
Giovanni Manzolini réalise plusieurs modèles dont une collection d'organes sensoriels et vocaux destinés à la Royal Society de Londres, neuf modèles atomiques pour le Roi de Sardaigne et un recueil anatomique de 46 pièces de cire et de 125 pièces colorées en argile. Beaucoup d'entre eux sont rachetés par Giovanni Antonio Galli pour servir de modèles pour son école d'obstétrique pour les médecins et les sages-femmes. Les modèles sont ensuite rachetés par le Pape Benoît XIV et donnés à l'Académie des sciences de l'institut de Bologne. Ils sont exposés au musée du Palazzo Poggi.